# يعقوب بن أحمد بن الصابوني
هو يعقوب بن أحمد بن يعقوب الحلبي المعقلي، أبو أحمد وأبو يوسف الشافعي المعروف قديماً بابن المقرئ وبابن الإمام والمشهور بابن الصابوني.
ذكره الذهبي في تذكرة الحفاظ في شيوخه الذين سمع منهم، قال: وسمعت من المحدث العالم العدل المقيد، كاتب الحكم شرف الدين يعقوب بن أحمد الصابوني.
روى عن: أحمد بن علي الدمشقي، النجيب، ابن علاقة، ابن أبي الخير وخلق.
ونسخ الأجزاء وساد في الشروط، مات بمصر في سنة عشرين وسبع ومائة عن ست وسبعين سنة.